# Euchre

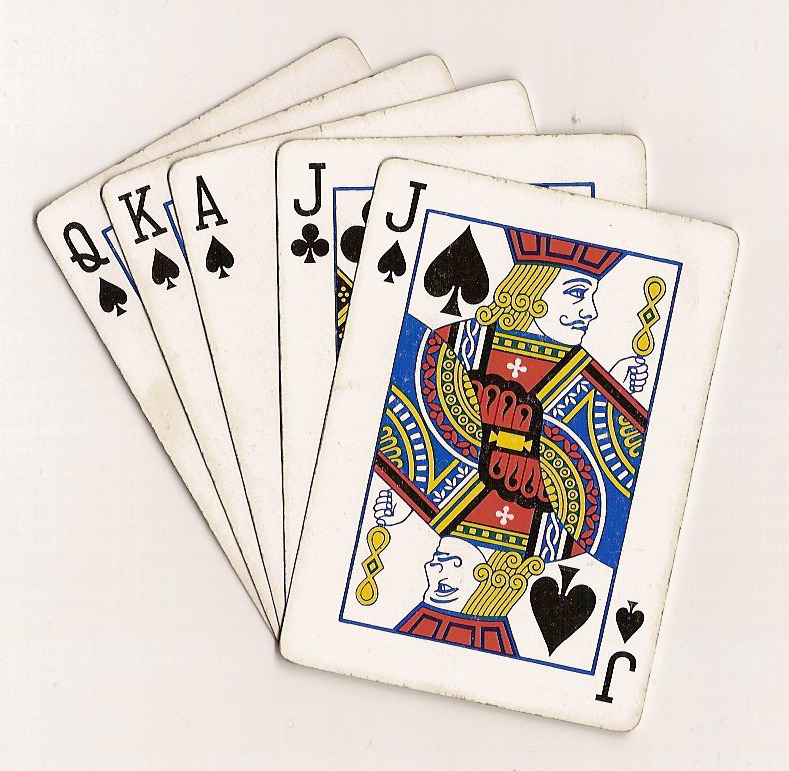
Sechsthöchste bis zweithöchste Karte (von links) bei Euchre für den Fall, dass Pik Trumpf ist

Euchre ist ein Kartenspiel für zwei bis sechs Personen, das eine Abwandlung des Écarté darstellt. In der Regel wird es zu viert gespielt. In Amerika und später in England sehr beliebt, ist es dagegen in Deutschland weniger bekannt, obwohl es von deutschstämmigen Einwanderern nach Amerika gebracht wurde.
Die folgende Beschreibung geht vor allem auf das Spiel zu viert ein.

## Historischer Hintergrund

Der Joker – höchste Karte beim Euchre

Die Ursprünge des beliebten Kartenspiels Euchre gehen zurück ins Jahr 1860, als deutsche Einwanderer in Michigan, USA, ein Kartenspiel aus ihrer Heimat mitbrachten: das Juckerspiel. Das Juckerspiel seinerseits war angelehnt an die Skatregeln, und auch heute noch sind Grundzüge des Skatspiels in Euchre wiederzuerkennen. Der deutsche Ursprung ist auch in den Buben wiederzuerkennen, die im Englischen eigentlich Jacks heißen, im Euchrespiel jedoch als "Bower" (Bauer) bezeichnet werden.
Von Michigan aus verbreitete sich Euchre in ganz Nordamerika und wurde anschließend von Seefahrern nach England und sogar bis nach Australien mitgenommen, wo es bis heute eines der beliebtesten Kartenspiele ist. Sowohl in den USA als auch in Australien gibt es Euchre-Turniere.
Grundsätzlich gibt es zwei Versionen, einmal das ursprüngliche amerikanische Euchre und zum anderen das English Euchre, das mit einem zusätzlichen Joker gespielt wird. Das englische Euchre gilt als das erste Kartenspiel überhaupt, das mit einem Joker (in diesem Fall als allerhöchstem Trumpf) gespielt wird. Grund hierfür war die Herstellungsweise der Spielkarten:
| Offsetbogen 3 × 11 Kartenbilder | Offsetbogen 3 × 11 Kartenbilder | Offsetbogen 3 × 11 Kartenbilder | Offsetbogen 3 × 11 Kartenbilder | Offsetbogen 3 × 11 Kartenbilder | Offsetbogen 3 × 11 Kartenbilder | Offsetbogen 3 × 11 Kartenbilder | Offsetbogen 3 × 11 Kartenbilder | Offsetbogen 3 × 11 Kartenbilder | Offsetbogen 3 × 11 Kartenbilder | Offsetbogen 3 × 11 Kartenbilder |
| ------------------------------- | ------------------------------- | ------------------------------- | ------------------------------- | ------------------------------- | ------------------------------- | ------------------------------- | ------------------------------- | ------------------------------- | ------------------------------- | ------------------------------- |
|                                 |                                 |                                 |                                 |                                 |                                 |                                 |                                 |                                 |                                 |                                 |
|                                 |                                 |                                 |                                 |                                 |                                 |                                 |                                 |                                 |                                 |                                 |
|                                 |                                 |                                 |                                 |                                 |                                 |                                 |                                 |                                 |                                 |                                 |

Erstmals nutzte man in England einen kompletten Offset-Bogen mit entweder 33 oder 55 Spielkartenaufdrucken, die anschließend geschnitten wurden. Jeweils elf Karten befanden sich nebeneinander, so dass die überschüssigen Karten (bei 33 Karten war es eine überschüssige Karte, bei 55 drei überschüssige Karten) zweckentfremdet wurden, nämlich als Deckblatt, als Karte mit Spielregeln oder eben als Joker (Benny).

## Spielmaterial
Euchre wird traditionell mit 25 Karten aus internationalen (französischen) Kartensatz gespielt. Dazu werden aus einem Pokerblatt die Werte Zwei bis Acht bzw. aus einem Skatblatt die Werte Sieben und Acht entfernt. Zusätzlich zu den verbleibenden 24 Spielkarten wird in der englischen Version noch ein Joker benötigt. Ist kein Joker verfügbar, so kann dieser auch durch eine beliebige der aussortierten Karten ersetzt werden. Häufig ist dies die Herz-Zwei oder die Pik-Zwei, bei Verwendung eines Skatblattes oft die Herz-Sieben.

## Hierarchie der Karten

### Trümpfe
Ständiger höchster Trumpf ist in der englischen Version der Joker, der beim Euchre auch „Benny“ genannt wird. In der ursprünglichen amerikanischen Version sind die höchsten Trümpfe der Bube  der Trumpffarbe, der auch als der "right Bower" („rechte Bauer“) bezeichnet wird, gefolgt vom „left Bower“ ("linker Bauer"), also der Bube, der die gleiche Färbung (rot bzw. schwarz) aufweist wie die Trumpffarbe. (Ist beispielsweise Herz Trumpf, so ist der Herz-Bube rechter Bauer und der Karo-Bube der linke Bauer, da Karo ebenso wie Herz rot gefärbt ist. Entsprechendes gilt für die Buben der schwarzen Farben Kreuz und Pik.) Als weitere Trümpfe fungieren die Werte Ass > König > Dame > 10 und 9 in der jeweiligen Trumpffarbe.

### Stichkraft
Die Reihenfolge der übrigen Karten in den Nicht-Trumpf-Farben ist beim Stechen (beginnend mit der höchsten Karte): Ass > König > Dame > Bube > 10er > 9er.
Zu beachten ist allerdings, dass diejenige Nicht-Trumpf-Farbe, die die gleiche Färbung aufweist wie die Trumpffarbe, um den Buben kürzer ist: Ass > König > Dame > 10er > 9er.

## Spielziel
Ziel des Spiels Euchre ist, mindestens die Mehrzahl der Stiche, also drei an der Zahl, zu erlangen. Für das Erreichen aller Stiche und weiterhin für das Spiel allein werden weitere Prämien vergeben (siehe unten).

## Spielweise

### Kartenverteilung
Nach dem Mischen und Abheben werden die Spielkarten im Uhrzeigersinn verteilt. Jeder der Euchre-Spieler erhält fünf Karten, die in zwei Würfen verteilt werden: Jeder Spieler bekommt einmal drei und einmal zwei Karten nach Turnierregeln; in privaten Varianten ist der Geber frei wie er die Karten verteilt. Die übrigen Karten werden als Talon (Stock, Skat, im Englischen "kitty") verdeckt beiseitegelegt. Die oberste Talonkarte wird jedoch umgedreht und deren Farbe (Symbol) als Trumpffarbe in der ersten Bietrunde abgestimmt. Passen alle Spieler, so wird diese Karte wieder zugedreht (s. Bietvorgang). 
Englisch Version: Handelt es sich bei der trumpfweisenden Karte um den Joker, so wird die Trumpffarbe vom Kartengeber bestimmt, allerdings bevor er seine eigenen Karten aufgenommen hat.

### Bietvorgang
Beginnend mit dem Spieler in der Vorhand-Position, müssen die Spieler nun erklären, ob sie ein Spiel wagen wollen. Sieht sich ein Spieler aufgrund seiner Handkarten nicht dazu in der Lage, das Spiel zu übernehmen, erklärt er: „Ich passe!“ Denkt ein Spieler jedoch, mindestens drei Stiche erringen zu können, so sagt er: „Ich nehme das Spiel auf“ oder „Ich verlange auf“.
In diesem Fall bleibt die trumpfweisende Karte offen liegen – jedoch als Bestandteil der Karten des Gebers.
Falls jedoch alle Spieler passen, wird vom Kartengeber die Trumpf bestimmende Karte umgedreht und von Vorhand eine neue Versteigerungsrunde begonnen. Nun darf allerdings die Trumpffarbe von den Spielern bestimmt werden. Der Spieler, der jetzt eine Trumpffarbe benennt, bildet zusammen mit seinem Partner die spielende Partei.
Wenn sich abermals kein Spieler zur Spielübernahme bereiterklärt, wird vom nächsten Spieler neu gegeben.
Englische Version: Ist der Joker als Trumpf weisende Karte aufgedeckt worden, so ist bei allgemeiner Enthaltung (passen) in der ersten Bietrunde die zweite Versteigerungsrunde hinfällig. Ferner muss in diesem Fall der Kartengeber die Trumpffarbe ansagen, ohne zuvor seine eigenen Karten betrachten zu dürfen.

### Alleinspiel (Solo)
Denkt ein Spieler, auch ohne Partner gewinnen zu können, so erklärt er sofort bei der Spielannahme: „Ich spiele allein!“ oder „Auf, runter!“ Der Partner des Alleinspielers legt sodann seine Karten verdeckt auf den Tisch (er legt seine Karten „runter“) und der Kartengeber tauscht die Trumpf bestimmende Karte gegen eine unpassende Handkarte aus (er nimmt die Trumpf weisende Karte „auf“). Allerdings kann ebenso der Partner des Spielansagers erklären, allein zu spielen.
Auch ein Spieler der Gegenpartei kann auf die Ankündigung eines Solospiels mit „Ich spiele auch allein!“ antworten.
Falls der Geber bereits die die Trumpffarbe bestimmende Karte in sein Blatt aufgenommen hat, darf er auf keinen Fall ein Solo ansagen.
Eine besondere Prämierung kommt dem Solo nur zu, wenn der Alleinspieler einen Durchmarsch schafft, das heißt, sämtliche Stiche erlangt.

### Wertung
Je nach Anzahl der gewonnenen Stiche und unter Berücksichtigung dessen, ob ein Solo gespielt wird, werden den Parteien Punkte zugeschrieben. Bei Euchre-Turnieren wird so lange gespielt, bis eine Partei 21 Punkte erreicht hat. Pro Partie müssen also mindestens 21 Punkte erreicht werden. Gewonnen hat beim Turnier-Euchre diejenige Spielpartei, die zwei Partien gewonnen hat. In Familienkreisen sind oftmals auch nur elf Punkte pro Partie üblich.

#### Gewinne der spielenden Partei
- 3 oder 4 Stiche erreicht: 1 Punkt
- sämtliche 5 Stiche erreicht: 2 Punkte
- Alleinspieler erreicht alle 5 Stiche: 4 Punkte
- Benny als Trumpf weisende Karte: maximal 2 Punkte

#### Gewinne der gegnerischen Partei

##### Ältere Version
- spielende Partei erreicht weniger als 3 Stiche: 2 Punkte
- Alleinspieler erreicht keine 5 Stiche: 4 Punkte

Dies ist mittlerweile eine veraltete Form der Abrechnung, die nur mehr selten benutzt wird.

##### Neuere Version
In den meisten Regionen gewinnen Alleinspieler einen Punkt für drei oder vier Stiche, für weniger als drei Stiche gewinnt die gegnerische Partei zwei Punkte.

### Bestrafungen
Bei nicht regelgerechtem Zugeben wird die entsprechende Partei mit zwei Punkten gestraft.

## Varianten

### Eisenbahn-Euchre
Bei dieser Spielform darf der Partner eines Spielers, der ein Solo wagen will, dem Solospieler verdeckt eine seiner Karten zuschieben. Der Alleinspieler tauscht diese Karte gegen eine unpassende Handkarte aus. Allerdings kann der Solospieler auch auf das Zuschieben verzichten. Gewinnt der Solospieler dann alle Stiche, so werden seiner Spielpartei fünf Punkte gutgeschrieben.

### Zweier-Euchre
Beim Zweier-Euchre darf Vorhand immer zum ersten Stich ausspielen.  Abgesehen von der Tatsache, dass es keine Partnerschaften gibt, gelten bei dieser Variante die Regeln des Spiels zu viert.

### Dreier-Euchre
Der Alleinspieler bestimmt die Trumpffarbe und spielt allein gegen die anderen Spieler. Bei dieser Variante wird beim Erreichen von drei oder vier Stichen dem Alleinspieler ein Punkt gutgeschrieben, bei einem Durchmarsch dagegen drei Punkte. Verliert der Alleinspieler, so erhalten seine Gegner je zwei Punkte. In dieser Spielform gewinnt derjenige Spieler, der zuerst fünf Punkte erreicht.

### English Euchre
Beim Englischen Euchre wird mit Joker gespielt, der als höchste Karte selbst über dem linken und dem rechten Buben (Bower) steht. Der Name „English Euchre“ bedeutet nicht, dass dieses Spiel vorzugsweise in England gespielt wird, sondern aufgrund der speziellen Herstellungstechnik im England des 19. Jahrhunderts fügte man hier, erstmals in der Spielkartengeschichte, einen Joker (Benny) hinzu.
English Euchre wird weltweit nur vereinzelt, und am meisten in der kanadischen Provinz Ontario, gespielt.

### American Euchre
Beim Amerikanischen Euchre wird ohne Joker gespielt.

### American Five Hundred
American Five Hundred (Fünfhundert) kann man als Variante von Euchre betrachten, und es ist auch dem Bridge sehr verwandt, aber es ist sehr viel einfacher zu erlernen. Das Spiel gibt es in verschiedenen Varianten. Beim Spiel zu dritt wird mit 33 Karten gespielt, einschließlich eines Jokers. Es wird 3-Witwe(3 Karten)-4-3 verteilt. Vorhand beginnt mit dem Bieten, jeder macht ein Gebot oder passt. Wer das Reizen gewinnt, ist den Kontrakt eingegangen und wird Alleinspieler. Er nimmt die Witwe auf und tauscht sie gegen drei Karten aus seinem Blatt und bestimmt die Trumpffarbe. Die beiden anderen Spieler bilden eine temporäre Gemeinschaft, zählen ihre gewonnenen Stiche aber separat (je Stich 10 Punkte). Die Trumpfreihenfolge ist Joker, right-bower, left-bower, Ass, König, Dame, 10, 9, 8, 7. (Bei den Farben, die nicht Trumpf sind, ist der Bube wertmäßig zwischen Dame und 10, beziehungsweise fehlt [left bower].) Der Alleinspieler bekommt, wenn er gewinnt, nur so viele Punkte, wie er gereizt hat, außer er gewinnt alle Stiche, dann bekommt er 250 Punkte (wenn sein Gebot darunter lag). Wird der Kontrakt nicht erfüllt, wird der Bieter um den Wert des Kontrakts zurückgesetzt, wenn es auf diese Weise zu Minuspunkten kommt, wird ein Kreis um die aufgeschriebene Zahl gezogen, der Spieler ist in the hole (Höhle, Loch). Wer 500 Punkte erreicht, ist Sieger.  Reiztabellenwerte: 6 Stiche: Pik 40, Kreuz 60, Karo 80, Herz 100, ohne Trumpf 120, je ein Stich mehr erhöhen sich die Reizwerte um jeweils 100 Punkte.

### Euchre Online
Das Online-Euchre wird auf etlichen amerikanischen Servern angeboten und richtet sich nach den klassischen Regeln (zwei Teams bestehend aus vier Spielern, ohne Joker).